# Camarma del Caño
Camarma del Caño fue un pequeño núcleo rural de la Campiña del Henares, hoy desaparecido, en el camino que lleva de Camarma de Esteruelas a Valdeavero, en la margen izquierda del arroyo Camarmilla. El pueblo se localizaba dentro del actual término municipal de Camarma de Esteruelas, en el cruce de caminos que van de Valdeavero a Camarma de Esteruelas, sentido norte-sur y de Serracines a Villanueva de la Torre, sentido oeste-este. Vivió gente hasta finales de los años cincuenta pero acabó abandonado. Solo quedan algunas piedras, los restos de casas y de la iglesia.

## Historia
En 1992 se iniciaron nuevas prospecciones arqueológicas para completar la Carta Arqueológica de la Comunidad de Madrid. Las prospecciones de Camarma del Caño se llevaron a cabo en el año 2002. Esta área limítrofe con Guadalajara, dio como resultado la localización de yacimientos del calcolítico/bronce y de la Edad del Hierro. Había un asentamiento romano en el T.M. de Camarma y era zona de paso en los tiempos visigodos. Los árabes tuvieron como principal enclave próximo, Alcalá la Vieja. La reconquista cristiana de la zona se produjo en 1118.
Es mencionada por primera vez en la Relación de aldeas y alcarias de la Alcarria y del Campo de 1469. Luego, aparece en las Relaciones de Felipe II de 1575, que indican que el nombre de "el Caño" se debe a una fuente, y que era aldea perteneciente al común de Guadalajara. Hacia 1828 tenía 74 habitantes (Diccionario de Sebastián Miñano, pg. 281 del Tomo II). A mediados del siglo XIX tenía 21 edificios y 80 habitantes (Diccionario de Madoz, pg. 329 del Tomo V), contando con la iglesia parroquial de San Pedro y la Ermita del Cristo. La economía local se basaba en la práctica de la agricultura (cereales), ganadería (ovino-caprina), caza y hasta pesca (anguilas). Se despobló definitivamente a principios del siglo XX.

## Camarma del Caño hoy
Muy cerca, en la margen derecha del Camarmilla, está la urbanización "El Practicante", en la que surgió una agrupación política local que aspiraba a segregarse de Camarma de Esteruelas, por considerarse desatendidos u olvidados del ayuntamiento de Camarma de Esteruelas, y crear de nuevo el término municipal de Camarma del Caño (2009).